# Ivanpah Solar Power Facility
Ivanpah Solar Electric Generating System este o centrală solară termică care folosește 173500 heliostate cu un total de 347000 oglinzi pentru a direcționa energia solară către trei colectoare amplasate în turnuri de 140m. 
La data inaugurării comerciale, 13.02.2014, Ivanpah este cea mai mare centrală solară din lume și produce aproximativ 30% din toată energia solară termală din SUA.
La capacitate maximă, centrala Ivanpah produce 392 MW, energie suficientă pentru a alimenta 140000 de locuințe din California. 